# 1998 SN135
1998 SN135 är en asteroid i huvudbältet som upptäcktes den 26 september 1998 av LINEAR i Socorro County, New Mexico.
Asteroiden har en diameter på ungefär 4 kilometer.